# ناثان ديل
جون ناثان ديل (من مواليد 25 أغسطس 1942)، هو سياسي أمريكي ومحامٍ سابق، شغل منصب الحاكم الثاني والثمانين لولاية جورجيا بين عامي 2011 و2019. ينتمي ديل إلى الحزب الجمهوري، وكان قد شغل سابقًا عضوية مجلس النواب الأمريكي.
بدأ ديل مسيرته السياسية في مجلس شيوخ ولاية جورجيا، حيث خدم من عام 1981 حتى عام 1993، وتولى في آخر عامين من ولايته منصب رئيس المجلس بالنيابة. وعند ترشحه لمنصب الحاكم عام 2010، واجه ديل عددًا كبيرًا من المرشحين الجمهوريين في الانتخابات التمهيدية، وانتهى به المطاف إلى مواجهة وزيرة خارجية جورجيا السابقة كارين هاندل في جولة إعادة حاسمة، فاز فيها بفارق أقل من 2500 صوت.
وفي الانتخابات العامة، تغلّب ديل على خصمه الديمقراطي روي بارنز، الحاكم الأسبق للولاية، ليخلف سوني بيرديو الذي لم يكن مؤهلاً للترشح لولاية جديدة. وفي عام 2014، فاز ديل بولاية ثانية بعد تغلبه على الديمقراطي جيسون كارتر.
برز اسم ديل على المستوى الوطني عام 2014 حين وقّع قانونًا أثار جدلاً واسعًا يُعرف باسم قانون الحماية لحمل الأسلحة بأمان (Safe Carry Protection Act)، والذي أطلق عليه منتقدوه لقب "قانون الأسلحة في كل مكان". يسمح هذا القانون لحاملي تصاريح حمل السلاح بإدخال الأسلحة النارية إلى معظم الأماكن العامة، بما في ذلك الكنائس، ومناطق المدارس، والمباني الحكومية، وأجزاء معينة من المطارات.
بحلول عام 2018، لم يكن ديل مؤهلاً للترشح مجددًا بسبب القيود المفروضة على عدد الولايات، وخلفه في منصب الحاكم وزير خارجية جورجيا المنتهية ولايته براين كيمب.